# Delfí Geli
Delfí Geli Roura (* 22. April 1969 in Salt) ist ein ehemaliger spanischer Fußballspieler.

## Spielerkarriere
Delfí Geli Roura spielte beim FC Girona (1987–1989, 2003–2005), dem FC Barcelona (1989–1991), Albacete Balompié (1991–1994, 1999–2000) und Atlético Madrid (1994–1999).
Geli wechselte 2000 zu Deportivo Alavés. Im UEFA-Pokal-Finale 2000/01 erzielte er das entscheidende Golden Goal – ein Eigentor zum 4:5-Endstand gegen den FC Liverpool.